# 心城院 (文京区)
心城院（しんじょういん）は、東京都文京区湯島に所在する天台宗の寺院。大聖歓喜天を本尊とすることから、「湯島聖天」とも称されている。大聖歓喜天以外にも、十一面観音菩薩、宝珠弁財天、出世大黒天等も奉安され、「江戸三十三観音札所第七番札所」に選定されている。

## 概要
1694年（元禄7年）、宥海によって開山された。宥海は、湯島神社（現湯島天満宮）の別当寺だった「北野山梅園寺喜見院」の第三世・大僧都で、菅原道真と縁が深い大聖歓喜天を安置する小堂「宝珠弁財天堂」を創建したのが起源である。本尊の大聖歓喜天の像は、比叡山から勧請した慈覚大師円仁の作と伝えられている。
享保期には寺門維持のため幕府から「富くじ」が発行され、谷中感応寺（現・天王寺）、瀧泉寺（目黒不動）とともに「江戸の三富」と称され、庶民に親しまれて賑わった。
明治維新時の神仏分離（廃仏毀釈）政策により、「喜見院」は廃寺となり、湯島神社との関係も断ち切られた。「宝珠弁財天堂」を「心城院」と改称し、建立当時の因縁により天台宗に属し、再出発することになった。
境内には、湧水「柳の井」があることから、別名「柳井堂」（りゅうせいどう）ともいう。また、元禄期より縁起が良いとされる亀を放し、現在も｢亀の子寺｣として親しまれいる｡
開基以来何度も発生した江戸の大火のみならず、関東大震災、東京大空襲の戦火にも遭うことなく、法灯を伝えてきたが、本堂や庫裏の老朽化が甚だしくなったため、近年改修された｡
心城院を出て右へ進めば、湯島天満宮の境内へ通じる男坂がある。

## 行事
毎月1日と16日は縁日（「聖天さま」浴油祈祷厳修、一般非公開）。1月、5月、9月の16日には大般若転読法要が行われる。

## 交通アクセス
- 東京メトロ千代田線湯島駅より徒歩2分。